# Giuseppe Celi
Pour les articles homonymes, voir Celi (homonymie).
Giuseppe Celi, né à Messine le 30 décembre 1879 et mort dans la même ville le 19 février 1946, est un préfet et un homme politique italien.

## Biographie
Dans l'administration intérieure, à partir de 1903, il est préfet de Grosseto et de Padoue et président de la province de Catane. Sénateur depuis le 20 mai 1939, il s'occupe principalement de questions économiques. « Bien qu'il ait été membre du parti fasciste », écrit le président en exercice du Sénat en 1944, « ledit sénateur appartenait à un groupe de collègues qui soutenaient secrètement l'action antifasciste menée par les sénateurs de l'opposition ». Malgré cette défense, il est déclaré inéligible par la Haute cour de justice pour les sanctions contre le fascisme, par une sentence du 19 décembre 1945.
Marié à Giulia Mondello, il est le père de l'acteur Adolfo Celi.